# Chanaria
Chanaria es un género extinto de sinápsidos no mamíferos.